# De Bezige Bij
De Bezige Bij (niederländisch für Die fleißige Biene) ist ein renommierter Literaturverlag aus Amsterdam. Er wurde 1943 gegründet und beteiligte sich durch das Drucken von entsprechender Literatur (Lyrik und Romane) am Widerstand gegen den Nationalsozialismus. Nach 1945 wurde der Verlag als Autorenkollektiv fortgeführt. Zu den nationalen und internationalen Autoren gehören u. a. Jan Campert, Remco Campert, Hugo Claus, Willem Frederik Hermans, Harry Mulisch, Gerard Reve, David Van Reybrouck, Bert Schierbeek, Jan Siebelink, Simon Vinkenoog, Tommy Wieringa und Leon de Winter.